# Tenzin Phuntsok Doring
Tenzin Phuntsok Doring  aussi écrit Doring Tenzin Phuntsok tibétain : རྡོ་རིང་བསྟན་འཛིན་ཕུན་ཚོགས།, Wylie : rdo ring bstan 'dzin phun tshogs, né à Lhassa le 26 juillet 1985, est un écrivain et homme politique tibétain

## Biographie
Son père, un prisonnier politique, est mort à la suite de tortures en prison.
A l'âge de neuf ans, Tenzin Phuntsok Doring s’enfuit alors du Tibet pour devenir un réfugié en Inde.
Il étudie à la Tibetan Homes School de Mussoorie jusqu’en 2006. Il rejoint alors le Madras Christian College et y obtient un baccalauréat, un Master of Arts et un Master of Philosophy en sciences politiques.
En 2007, il rejoint de l'Association des étudiants tibétains de Madras, dont il est président en 2008 et 2012. 
Il est brièvement secrétaire général du Parti national démocratique du Tibet en 2014-2015. En 2016, il se présente, sans succès, aux élections législatives tibétaines de 2016. 
Tenzin Phuntsok Doring, s’est installé en Australie à Brisbane en 2018, avec sa femme et son jeune fils, dans le cadre du programme humanitaire du gouvernement pour les réfugiés tibétains.  
Il devint président de la communauté tibétaine du Queensland. 
En 2021, il est élu aux élections législatives tibétaines de 2021 en tant que nouveau représentant de l'Australasie, succédant à Kyinzom Dhongdue. 
Il est l’auteur d’une autobiographie.

## Publications
- (en) My Name Is Tenzin, I Am Not Chinese: An Exile Tibetan Lad’s College Memoirs in India, Notion Press (en), 2016,  (ISBN 978-1945579110)